# Dobre namjere
Dobre namjere je hrvatska dramska serija koja je s emitiranjem krenula 6. studenog 2007. godine na HRT-u. Emitirala se dvaput tjedno, utorkom i petkom u večernjem terminu. Početkom ljetne sheme 2008. godine, HRT je emitirao jednu epizodu tjedno. Serija je s emitiranjem završila 1. srpnja 2008. Nova sezona serije nije u planu.

## Radnja
U središtu priče je tajkunska obitelj Deverić. Na njezinom čelu je tvorničar Tomislav Deverić (Božidar Orešković) koji sa suprugom Barbarom (Biserka Ipša) ima 2 odrasla sina − odgovornog pravnika Darija (Enes Vejzović) i estradnog menadžera Vjerana (Kristijan Ugrina), ujedno ovisnika o kocki kojeg u šaci drži brutalni kamatar Dino Ljubas (Goran Grgić). Najbolji prijatelji braće Deverić su Ivan Kolić (Dražen Šivak), beskarakterni bankar oženjen patologinjom Ladom (Leona Paraminski) i Ante Bakula (Elvis Bošnjak), mutni građevinski poduzetnik oženjen domaćicom Tonkom (Sandra Lončarić). Kad se Tomislav ubije pod sumnjivim okolnostima, ostavivši obitelji još sumnjivije dugove, počinje koloplet prijevara, ubojstava i korupcije u kojem će se na najgori mogući način ispreplesti sudbine Deverića i 
njihovih prijatelja...

## Uloge

### Glavna glumačka postava
| Glumac            | Lik                |
| ----------------- | ------------------ |
| Enes Vejzović     | Dario Deverić      |
| Jelena Perčin     | Nina Deverić       |
| Goran Grgić       | Dino Ljubas        |
| Dolores Lambaša   | Željka Ljubas †    |
| Leona Paraminski  | Lada Banov Kolić   |
| Dražen Šivak      | Ivan Kolić         |
| Kristijan Ugrina  | Vjeran Deverić     |
| Biserka Ipša      | Barbara Deverić    |
| Božidar Orešković | Tomislav Deverić † |
| Sreten Mokrović   | inspektor Boban    |
| Elvis Bošnjak     | Ante Bakula †      |
| Sandra Lončarić   | Tonka Bakula       |
| Dora Fišter       | Marija Deverić     |
| Goran Koši        | Jakov Ćorluka †    |

## Vanjske poveznice
- Službena stranica serije  Arhivirana inačica izvorne stranice od 3. ožujka 2008. (Wayback Machine)
- TV profil Dobre namjere